# كوانتان
كوانتان عاصمة إقليم فهغ، ثالث أكبر إقليم في ماليزيا. ويقع بالقرب من مصب نهر كوانتان وتواجه بحر الصين الجنوبي.
ويقال أن كوانتان قد تأسست في عقد 1850. وذكر كلمة «كوانتان» عبد الله بن عبد القادر (مونشي عبد الله) حوالي 1851/2 على النحو التالي:

## المناخ
يظهر الجدول التالي التغييرات المناخية على مدار السنة لكوانتان:
| البيانات المناخية لـكوانتان                                 | البيانات المناخية لـكوانتان | البيانات المناخية لـكوانتان | البيانات المناخية لـكوانتان | البيانات المناخية لـكوانتان | البيانات المناخية لـكوانتان | البيانات المناخية لـكوانتان | البيانات المناخية لـكوانتان | البيانات المناخية لـكوانتان | البيانات المناخية لـكوانتان | البيانات المناخية لـكوانتان | البيانات المناخية لـكوانتان | البيانات المناخية لـكوانتان | البيانات المناخية لـكوانتان |
| الشهر                                                       | يناير                       | فبراير                      | مارس                        | أبريل                       | مايو                        | يونيو                       | يوليو                       | أغسطس                       | سبتمبر                      | أكتوبر                      | نوفمبر                      | ديسمبر                      | المعدل السنوي               |
| ----------------------------------------------------------- | --------------------------- | --------------------------- | --------------------------- | --------------------------- | --------------------------- | --------------------------- | --------------------------- | --------------------------- | --------------------------- | --------------------------- | --------------------------- | --------------------------- | --------------------------- |
| الدرجة القصوى °م (°ف)                                       | 34.2 (93.6)                 | 35.0 (95.0)                 | 35.3 (95.5)                 | 36.0 (96.8)                 | 37.8 (100.0)                | 36.4 (97.5)                 | 36.0 (96.8)                 | 34.9 (94.8)                 | 35.3 (95.5)                 | 35.6 (96.1)                 | 34.0 (93.2)                 | 33.1 (91.6)                 | 37.8 (100.0)                |
| متوسط درجة الحرارة الكبرى °م (°ف)                           | 29.2 (84.6)                 | 30.4 (86.7)                 | 31.4 (88.5)                 | 32.4 (90.3)                 | 32.8 (91.0)                 | 32.5 (90.5)                 | 32.2 (90.0)                 | 32.3 (90.1)                 | 32.1 (89.8)                 | 31.8 (89.2)                 | 30.3 (86.5)                 | 28.9 (84.0)                 | 31.4 (88.5)                 |
| المتوسط اليومي °م (°ف)                                      | 24.6 (76.3)                 | 25.2 (77.4)                 | 25.9 (78.6)                 | 26.6 (79.9)                 | 26.9 (80.4)                 | 26.7 (80.1)                 | 26.3 (79.3)                 | 26.3 (79.3)                 | 26.2 (79.2)                 | 26.0 (78.8)                 | 25.3 (77.5)                 | 24.6 (76.3)                 | 25.9 (78.6)                 |
| متوسط درجة الحرارة الصغرى °م (°ف)                           | 21.5 (70.7)                 | 21.7 (71.1)                 | 22.1 (71.8)                 | 22.8 (73.0)                 | 23.2 (73.8)                 | 22.9 (73.2)                 | 22.5 (72.5)                 | 22.5 (72.5)                 | 22.5 (72.5)                 | 22.6 (72.7)                 | 22.4 (72.3)                 | 22.1 (71.8)                 | 22.4 (72.3)                 |
| أدنى درجة حرارة °م (°ف)                                     | 17.0 (62.6)                 | 17.5 (63.5)                 | 17.5 (63.5)                 | 19.5 (67.1)                 | 20.5 (68.9)                 | 19.5 (67.1)                 | 19.0 (66.2)                 | 19.5 (67.1)                 | 19.0 (66.2)                 | 20.0 (68.0)                 | 18.0 (64.4)                 | 18.0 (64.4)                 | 17.0 (62.6)                 |
| الهطول مم (إنش)                                             | 295.5 (11.63)               | 142.0 (5.59)                | 178.0 (7.01)                | 163.6 (6.44)                | 202.5 (7.97)                | 159.8 (6.29)                | 172.7 (6.80)                | 173.8 (6.84)                | 233.3 (9.19)                | 271.5 (10.69)               | 343.9 (13.54)               | 563.9 (22.20)               | 2٬900٫5 (114.19)            |
| متوسط أيام هطول الأمطار                                     | 12.0                        | 9.0                         | 9.0                         | 16.3                        | 12.0                        | 9.0                         | 11.0                        | 11.0                        | 14.0                        | 16.0                        | 19.0                        | 18.0                        | 156.3                       |
| متوسط الرطوبة النسبية (%)                                   | 86                          | 84                          | 84                          | 85                          | 84                          | 83                          | 83                          | 83                          | 83                          | 84                          | 88                          | 87                          | 84                          |
| ساعات سطوع الشمس الشهرية                                    | 158.0                       | 184.0                       | 204.4                       | 203.4                       | 205.0                       | 186.8                       | 301.3                       | 192.9                       | 170.6                       | 158.5                       | 117.3                       | 112.3                       | 2٬194٫5                     |
| المصدر #1: NOAA                                             |                             |                             |                             |                             |                             |                             |                             |                             |                             |                             |                             |                             |                             |
| المصدر #2: الأرصاد الجوية الألمانية (extremes and humidity) |                             |                             |                             |                             |                             |                             |                             |                             |                             |                             |                             |                             |                             |

## أشهر معالم المدينة
- مسجد السلطان أحمد شاه
- ملعب دار المعمور

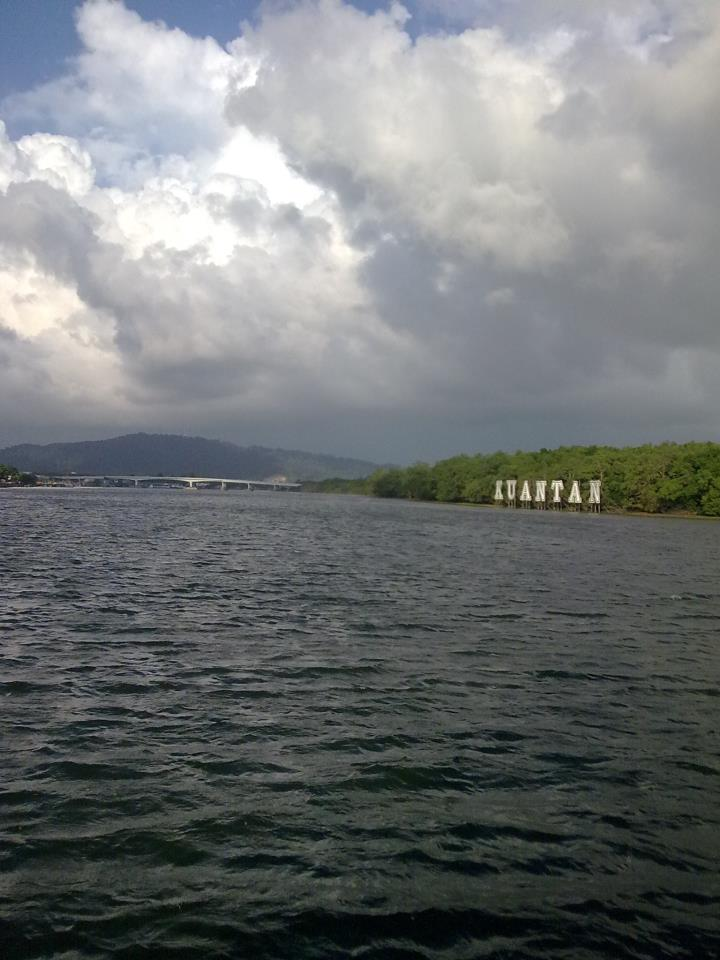
نهر فهغ

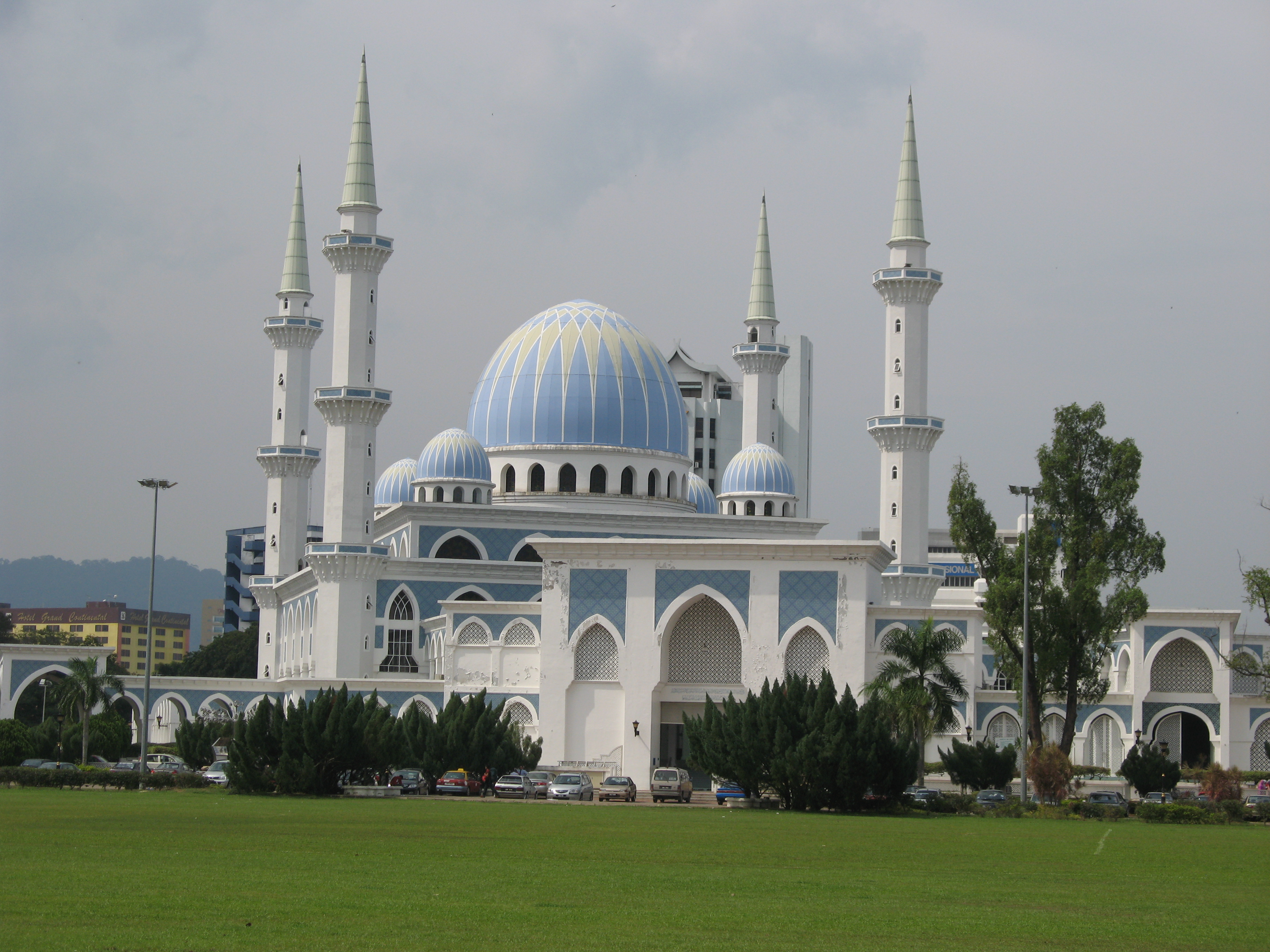
مسجد السلطان أحمد شاه

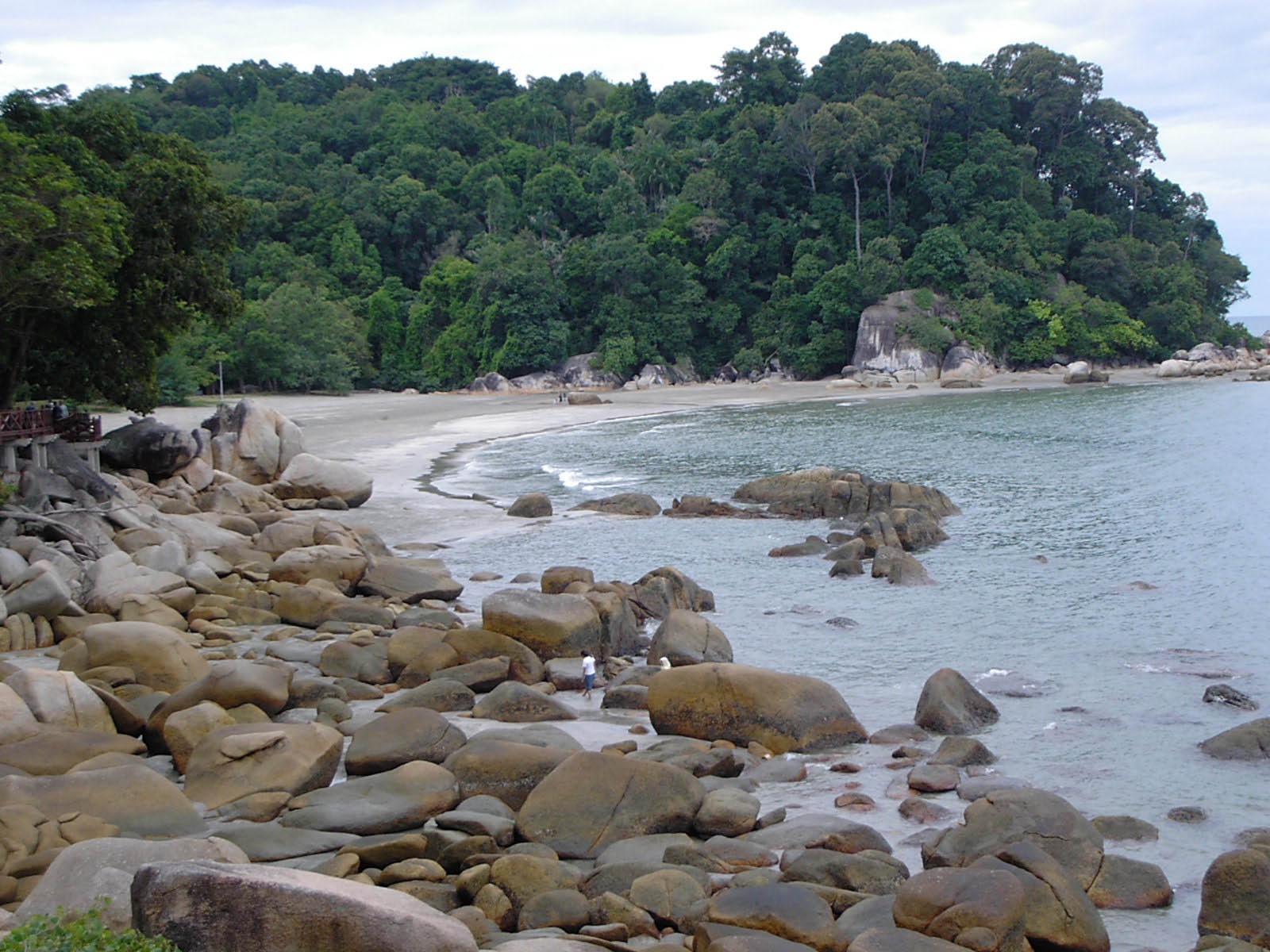
شاطئ سيمبداك

- «شاطئ سيمبداك» ويعد من أهم أماكن الجذب السياحية وهناك شواطئ أخرى مثل (بالوك، تشينور، بانتاي سيبات، بيسارا، تشيراتينج).

## أعلام
- باول تان
- غوبينثان راماشاندرا
- تان يان وي
- دارين تشان